# Genesco
Genesco Inc. (NYSE: GCO) er en amerikansk fodtøjsvirksomhed og fodtøjsforhandler, der er baseret i Nashville, Tennessee. De har 1.410 butikker fordelt på skobutikskæderne Johnston & Murphy (158 butikker), Journeys (1.193 butikker) og Schuh (132 butikker).
James Franklin Jarman, J.H. Lawson og William Hatch Wemyss, alle tidligere sælgere for Carter Shoe Co. i Nashville, etablerede Jarman Shoe Company i 1924 som en fodtøjsproducent.